# Podu Oprii, Vaslui
Podu Oprii este un sat în comuna Bunești-Averești din județul Vaslui, Moldova, România.

## Fotogalerie

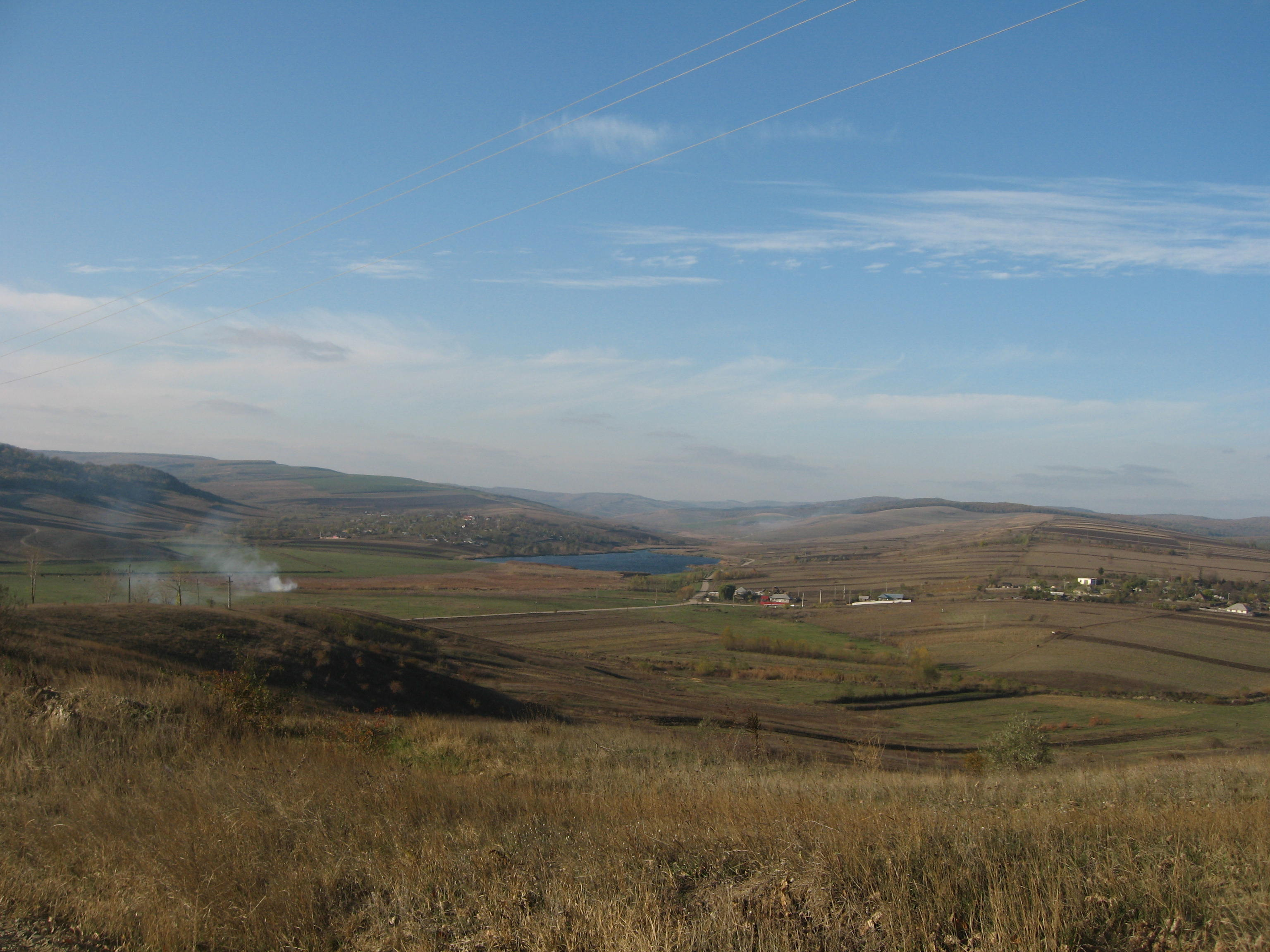
Iazul de la Podu Oprii, văzut de la Armăşeni. Satul se află în stânga iazului.
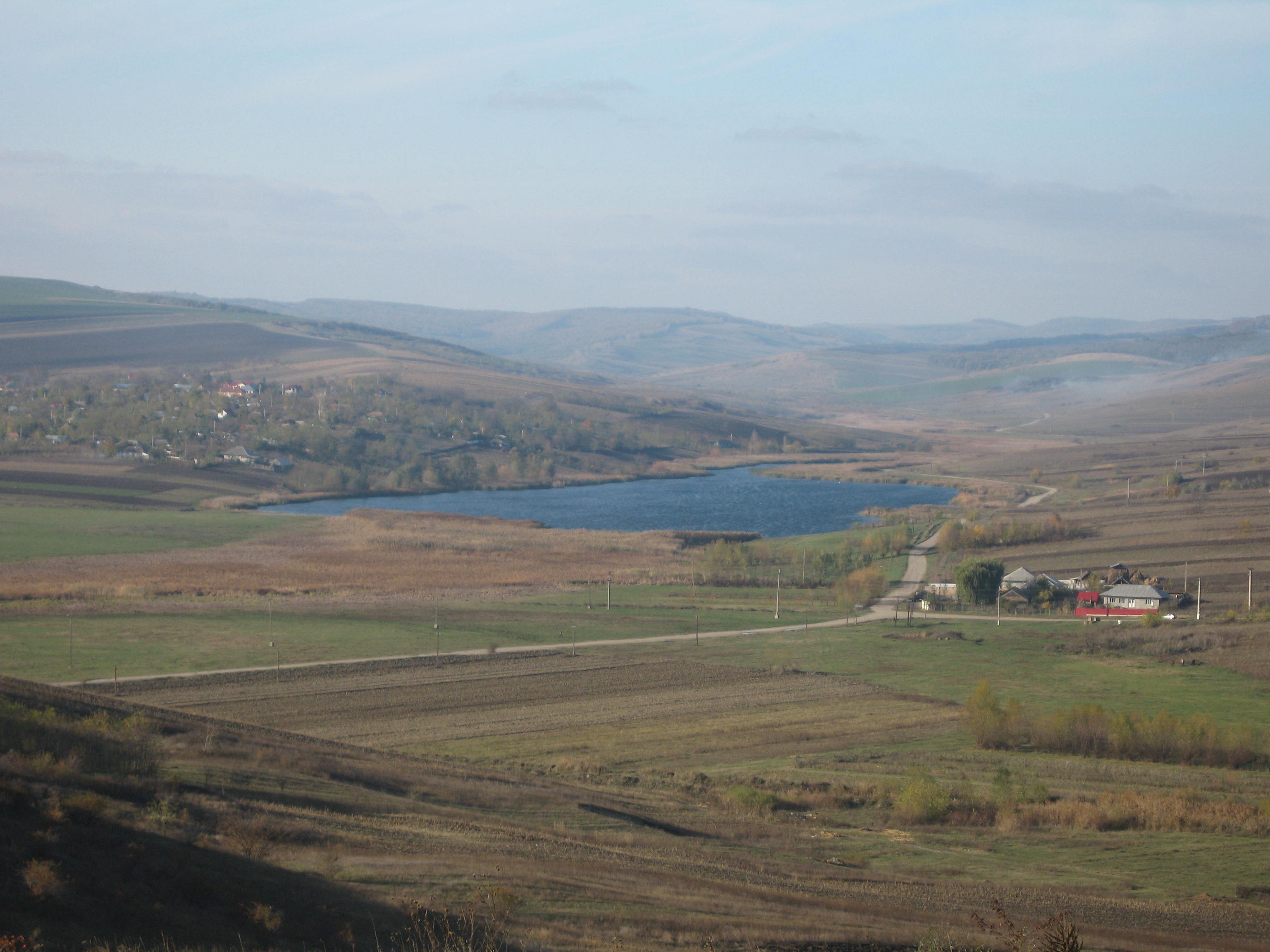
Iazul de la Podu Oprii
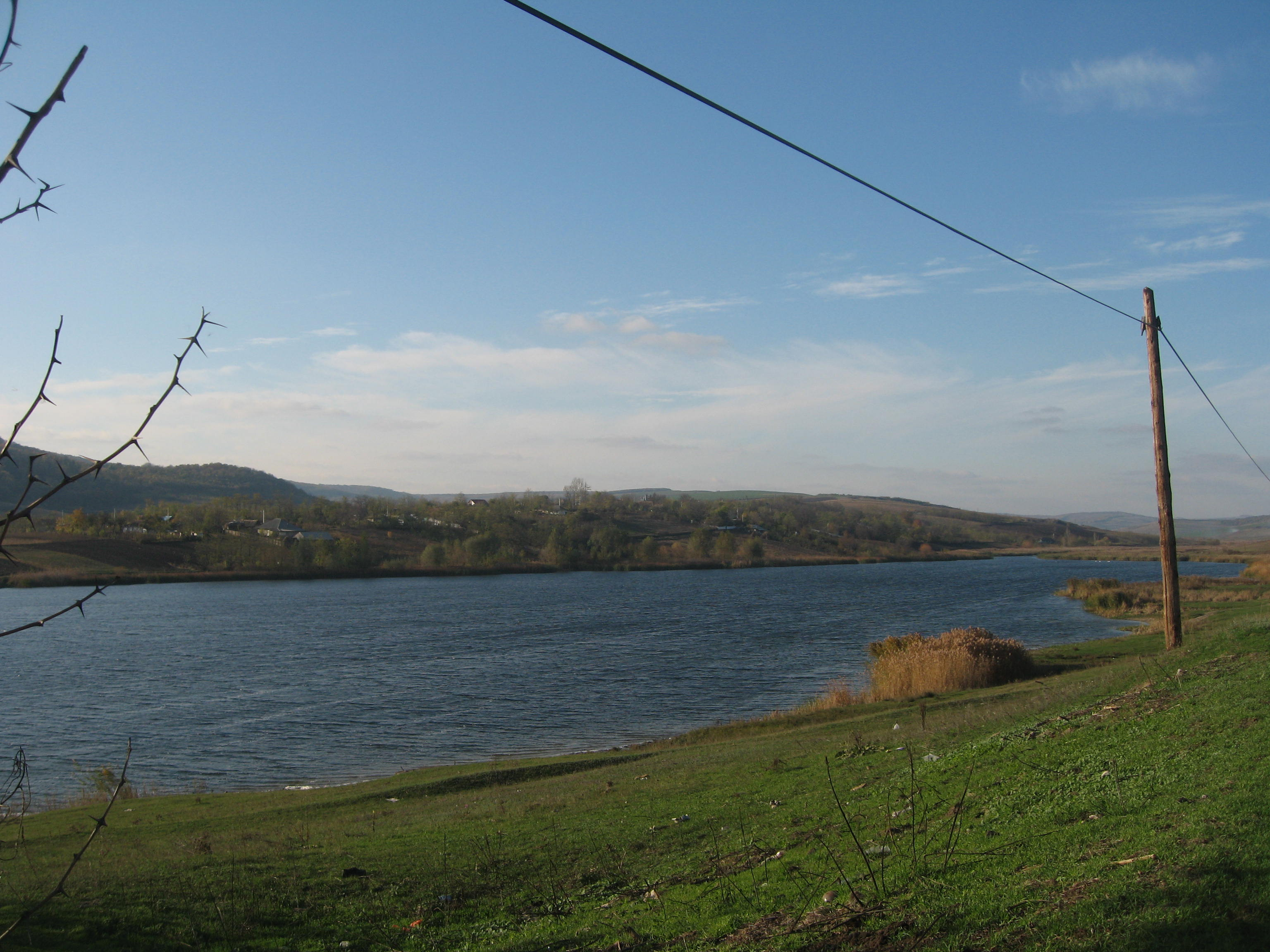
Iazul de la Podu Oprii
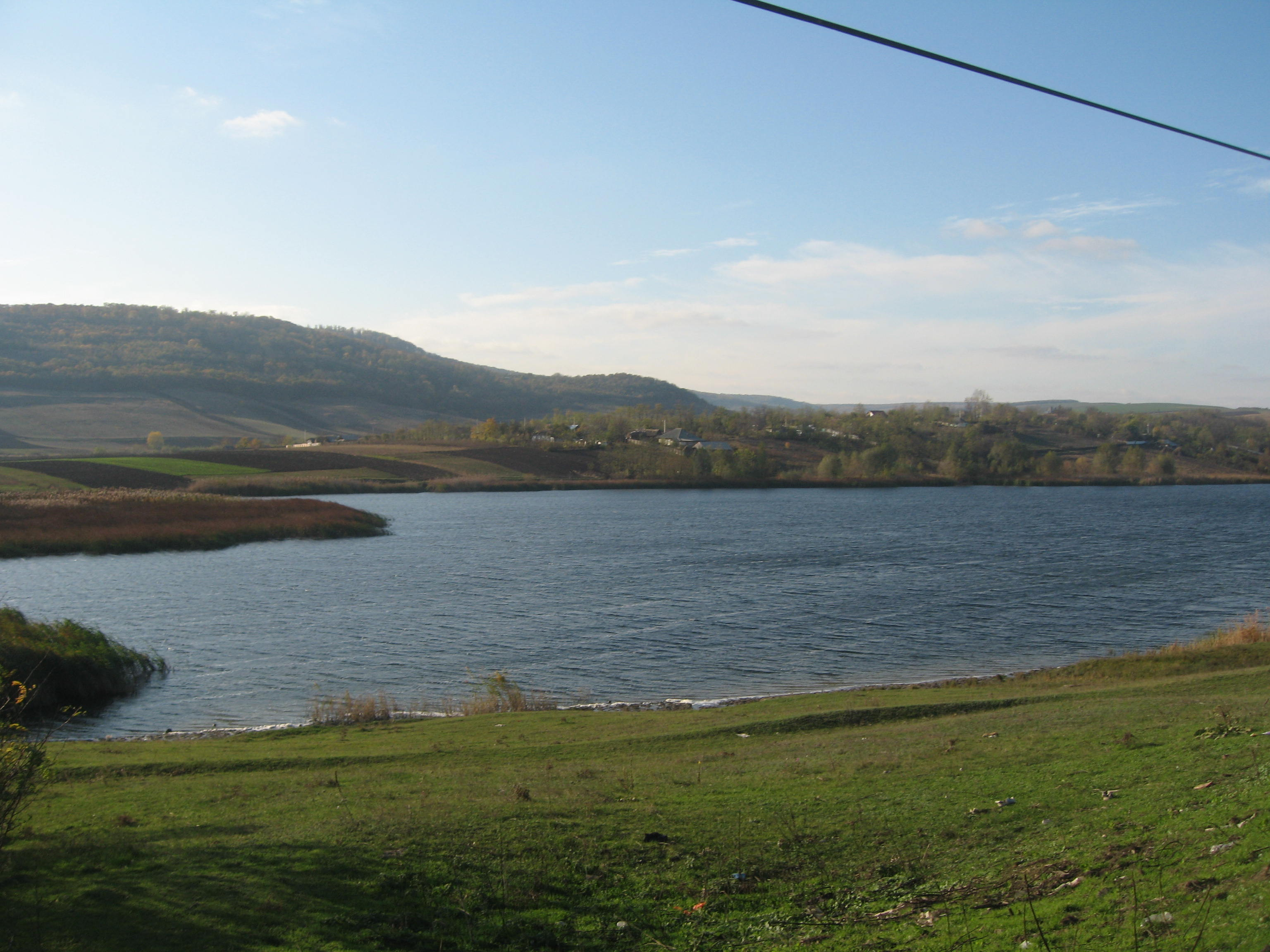
Iazul de la Podu Oprii

 Acest articol despre o localitate din județul Vaslui este deocamdată un ciot. Puteți ajuta Wikipedia prin completarea lui.